# La Chasse au mari
Pour plus de détails, voir Fiche technique et Distribution.
La Chasse au mari (titre original : Lovelorn Leghorn) est un court métrage d'animation de la série Looney Tunes réalisé par Robert McKimson, mettant en scène Charlie le coq et Miss Prissy, sorti en 1951.

## Fiche technique
- Réalisation : Robert McKimson
- Scénario : Tedd Pierce
- Montage : Treg Brown
- Musique originale : Eugene Poddany
- Producteur : Edward Selzer
- Société de production : Warner Bros. Cartoons
- Société de distribution : Warner Bros. Pictures
- Pays de production :  États-Unis
- Langue : anglais américain
- Format : 35 mm, ratio 1.37 :1, couleur Technicolor, mono
- Genre : Film d'animation, Comédie
- Durée : 7 minutes
- Dates de sortie : 
  - États-Unis : 8 septembre 1951

## Distribution
- Mel Blanc : Charlie le coq / Corne de brume  / Chien de basse-cour (voix)
- Bea Benaderet :  Miss Prissy / Hazel / Hens (voix)